# Vanhankylänlahti (sjö i Kymmenedalen)
Vanhankylänlahti är en sjö i Finland. Den ligger i kommunen Fredrikshamn i landskapet Kymmenedalen, i den södra delen av landet, 140 km öster om huvudstaden Helsingfors. Vanhankylänlahti ligger 2 meter över havet. Arean är 11,7 hektar och strandlinjen är 2,61 kilometer lång. Sjön  ingår i Finska vikens avrinningsområde. 